# Alfa Romeo 75
L'Alfa Romeo 75 est un modèle de voiture du constructeur italien Alfa Romeo commercialisé entre 1985 et 1993. Ce modèle est l'ultime développement de la plateforme Transaxle (propulsion, boite de vitesses à l'arrière), inaugurée par l'Alfetta en 1972. L'appellation "75" a été choisie pour célébrer les 75 ans du constructeur milanais lors de sa sortie.

## Première série (1985 - 1987)
L'Alfa 75 (code interne 162B), produite dans l'usine milanaise d'Arese, fut développée dans une période assez difficile financièrement pour le constructeur alors qu'il était à l'époque intégré dans la holding d'État italien IRI (Institut de reconstruction industrielle).
Alfa Romeo, disposant de peu de moyens financiers pour créer une voiture entièrement nouvelle, dut conserver la base mécanique ainsi que l'ossature de la coque de la précédente Giulietta sortie en 1977, en redessinant simplement les parties externes de la carrosserie et l'aménagement intérieur.
Elle hérite donc de l'architecture "Transaxle" développée pour l'Alfetta dès 1972 : moteur en position longitudinale à l'avant, arbre de transmission, embrayage-boîte-pont à l'arrière. (répartition des masses proche de 50/50).
Les trains roulants restent identiques : double triangles avec barres de torsion pour l'avant, essieu rigide De Dion avec guidage par un parallélogramme de Watt pour l'arrière.
La gamme de motorisations disponibles à la sortie est assez limitée, mais va s'étoffer dans les années suivantes.
On retrouve le fameux "Bialbero" en aluminium qui a fait la réputation de la marque depuis la Giulietta de 1954 : 4 cylindres, double arbre à cames en tête (chaîne de distribution), 8 soupapes en Vé, chambres hémisphériques, alimenté par deux carburateurs à double-corps.
En haut de gamme, on trouve le très mélodieux V6 « Busso » de 2 492 cm3 à 12 soupapes et injection électronique Bosch LE-Jetronic, déjà éprouvé sur l'Alfa 6, sur le coupé Alfetta GTV6, et sur la 90.
Un turbo diesel 2 litres d'origine VM Motori est proposé avec une puissance de 95 ch, au lieu des 82 ch donnés sur la Giulietta, grâce à l'adoption d'un échangeur d'air et d'une pression de suralimentation augmentée.
Lors de sa présentation officielle le 17 mai 1985, les spécialistes de la presse automobile italienne ne furent pas des plus enthousiastes, lui trouvant une certaine lourdeur. Ils l'ont même comparée à un hybride entre l'Alfa 33 et la Giulietta. Il est vrai qu'elle avait été dessinée par le « Centro Stile Alfa » dirigé par Ermanno Cressoni, et non pas par un grand nom du design italien. Ce modèle obtint malgré ces critiques un très bon succès commercial, tant en Italie qu'à l'exportation et l'on lui reconnaîtra plus tard une esthétique contemporaine qui a bien vieilli. Quelques particularités permettaient de la distinguer de la concurrence, comme les commandes de vitres placées au plafond, ou la commande de frein de parking façon « aviation ».
Gamme initiale en 1985 :
- 75 1,6 L - 1 570 cm3, 110 ch
- 75 1,8 L - 1 779 cm3, 120 ch
- 75 2,0 L - 1 962 cm3, 128 ch
- 75 2,5 L i V6 Quadrifoglio Verde - 2 492 cm3, 156 ch
- 75 2,0 L TD - 1 995 cm3, 95 ch

La version 2.5 V6 QV n'a jamais été commercialisée en France.
En mars 1986 l'Alfa 75 1.8 Turbo de 155 ch est présentée. Son moteur est développé sur la base du 4 cylindres 1 779 cm3, avec la greffe d'un gros turbocompresseur Garrett T3. Cette version suralimentée est nettement plus aboutie que les tentatives précédentes réalisées avec les rares Alfetta GTV et Giulietta "Turbodelta" (2.0 150 ch). Toutefois, la gestion électronique Bosch reste simpliste (injection LE2 + allumage EZK) et ne permet pas un contrôle suffisamment fin de la puissance du moteur pour obtenir un agrément intéressant. La latence du turbo rend brutale l'apparition du couple aux roues arrière, ce qui réjouit les amateurs de sensations fortes, mais peut dérouter certains clients. Un différentiel à glissement limité permet d'éviter les pertes de motricité. En performance pure, elle battait la version V6 2.5 de plus d'une demi-seconde en accélération 0-100 km/h.
Cette même année 1986, une version destinée au marché nord-américain est présentée sous l'appellation "Milano", ce qui permet d'éviter la confusion avec l'année '75, car c'est une habitude dans ce pays de désigner les modèles de voitures par leur année de production.
La carrosserie a été traitée pour répondre aux normes US avec des pare-chocs très proéminents montés sur absorbeurs, des répétiteurs latéraux de clignotants, et des blocs optiques modifiés. Elle a été exportée jusqu'en 1989 avec les moteurs V6 2.5 et 3 litres, en transmission manuelle et automatique (ZF) en option.
Une suspension arrière à correcteur d'assiette hydraulique a été vendue à l'export dans certains pays.
En 1986, sous l'impulsion de l'État italien et pour éviter qu'un constructeur étranger n'en prenne le contrôle, le groupe Alfa Romeo et ses divisions automobiles Alfa Auto et industrielles Alfa Romeo Industrie sont cédés par Finmeccanica au Groupe Fiat SpA, qui le rattache aussitôt à la marque Lancia pour créer la société Alfa-Lancia Industriale SpA.
Fiat va mettre Alfa sous perfusion financière afin d'achever les développements déjà en cours, mais sans toutefois lui permettre de concevoir de nouveaux modèles. La 75 représente en quelque sorte la lente agonie de la marque dans le giron Fiat.

## Seconde série (1987 - 1993)
En 1987, Alfa propose plusieurs nouveautés avec la sortie de la seconde série de la "75". Nouvelles selleries et finitions intérieures, versions sportives munies d'élargisseurs d'ailes, jupes latérales, et spoiler sur le tour de malle arrière.
Selon des communications internes chez Alfa, il était prévu que cette seconde série soit nommée "75 Super", comme c'était le cas pour la 90 et sera ensuite le cas pour les 155 et 164. Finalement, cette appellation n'a jamais été appliquée pour la 75.
- 75 Turbo Evoluzione : afin de participer aux championnats de tourisme suivant les nouvelles réglementations techniques et sportives (abandon du Groupe B), Alfa devait commercialiser au minimum 500 exemplaires d'une version spécifique pour faire homologuer en Groupe A ses voitures de compétition.

En choisissant la classe de cylindrée "3 litres" avec une motorisation suralimentée, le règlement imposait un coefficient d'équivalence de 1,7. Pour quelques cm3 de trop sur le moteur de la 75 turbo de série (1 779 × 1,7 = 3 024 cm3), Alfa a du produire un moteur spécifique avec une cylindrée légèrement réduite (alésage des chemises, diamètre des pistons), passant à 1 762 cm3 pour rester sous la limite de 3 000 cm3 (1 762 × 1,7 = 2 995 cm3).
D'autres éléments (kit carrosserie en fibre de verre, trains roulants, suspensions, jantes) sont spécifiques à cette version d'homologation, mais la base reste identique à la version de série et la puissance est toujours de 155 ch.
- 75 2.0 Twin Spark : cette nouvelle motorisation de 148 ch toujours basée sur le vieux bloc double-arbres, donne un vrai coup de jeune à la 75 en offrant des performances très intéressantes pour sa cylindrée. Une nouvelle culasse a été développée, avec des chambres de combustion améliorées, un angle de soupapes réduit, un double-allumage et un variateur de phase à l'admission. La gestion électronique intégrale Bosch Motronic ML4.1 permet d'optimiser le rendement. Le différentiel à glissement limité (issu de la version Turbo) lui offre un bon compromis motricité/adhérence.

Fin 1987, Alfa effectue un restylage à peu de frais en proposant les « 75 America » : les versions 1.8 turbo et V6 sont équipées des gros pare-chocs à absorption d'énergie nécessaires à l'homologation américaine de la version « Milano », ainsi que d'accessoires de carrosserie (élargisseurs d'ailes, jupes latérales, spoiler arrière) donnant un look plus sportif. Le nouveau réservoir de carburant de 68 L provenant aussi de la Milano, il est désormais implanté dans le coffre derrière la banquette.
La cylindrée du moteur V6 passe de 2 492 à 2 959 cm3, portant sa puissance à 188 ch et lui offrant un couple très élevé dès les bas régimes (200 N m à 2 000 tr/min), ce qui procure un agrément incontestable à la conduite.
- 75 1.8 i.e. Turbo America - 1 779 cm3 - 155 ch
- 75 3.0 i.e. V6 America - 2 959 cm3 - 188 ch

Ce restylage alourdit nettement la ligne originelle de la 75 ainsi que son poids sur la balance (environ 100 kg supplémentaires), mais lui offre un aspect plus agressif pour tenter de reconquérir une clientèle qui a largement déserté ces modèles à bout de souffle et techniquement dépassés sur le marché des berlines sportives.
En 1988, la version 1.8 adopte une injection électronique Bosch et un variateur de phase sur l'arbre à cames d'admission (122 ch), tandis qu'une version 2.4 TD de 112 ch est proposée avec une finition identique à celle de la Twin Spark.
Un système de freinage ABS Teves Mark II est proposé en option sur les versions 3.0 V6 et 2.0 TS.
La motorisation 3.0 V6 est dotée d'un catalyseur et d'une sonde lambda, en conformité avec la nouvelle réglementation européenne (Euro) pour les cylindrées supérieures à 2 litres. Sa puissance descend à 180 ch.

En 1989 un léger restylage est proposé sur toute la gamme : nouvelle calandre en scudetto ajourée, feux arrière rouges, instrumentation illuminée en vert, monogramme « 75 » simplifié. De nouvelles jantes en alliage de 15 pouces sont proposées en option sur les versions 1.8 turbo et 3.0 V6.

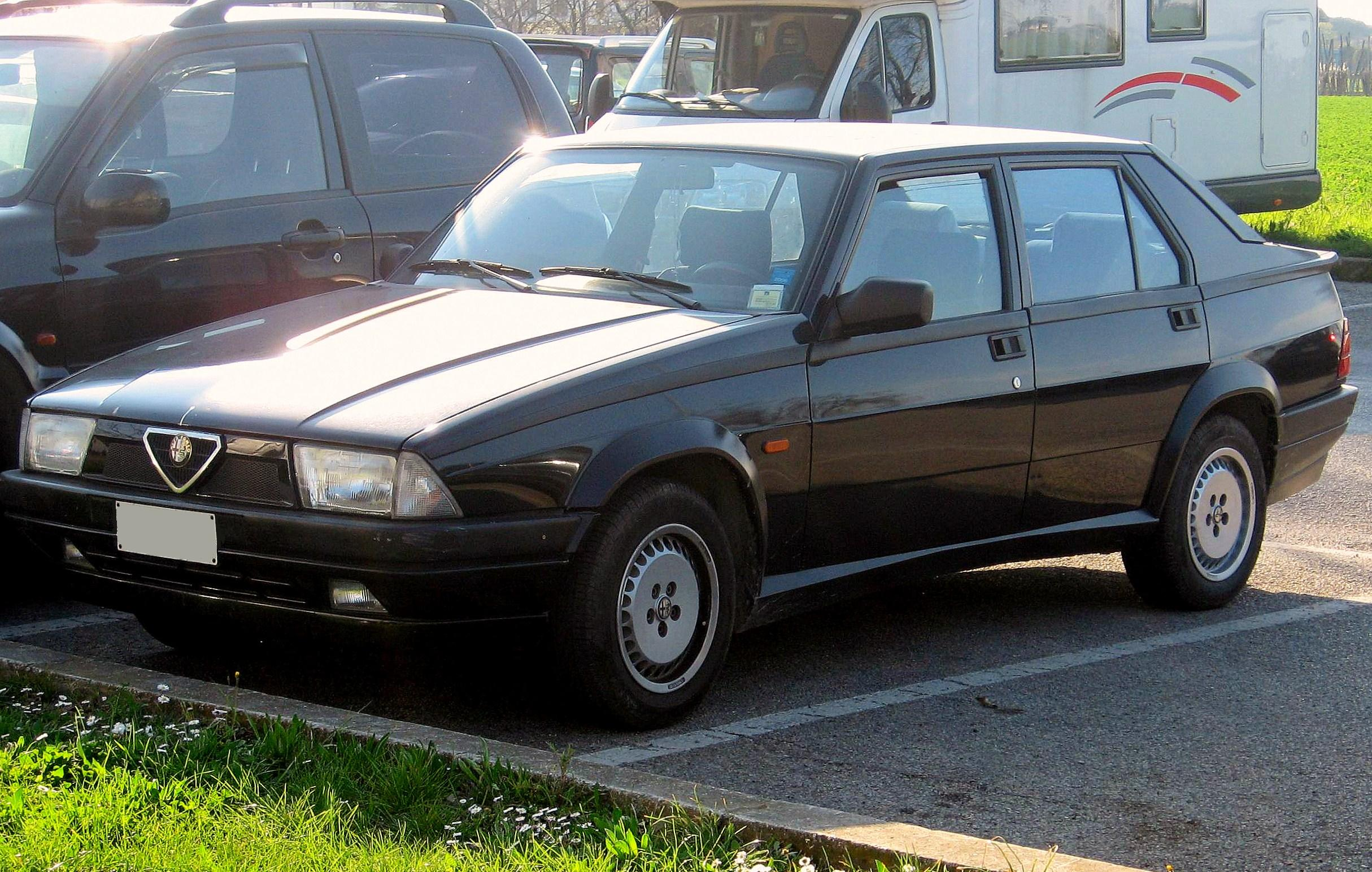
Alfa Romeo 75

En 1990, la version 1.6 se dote également de l'injection électronique et du variateur de phase, sa puissance est de 109 ch.
Les versions 1.8 turbo et 3.0 V6 bénéficient de quelques améliorations techniques, et sont désormais appelées "Quadrifoglio Verde" (ou Potenziata dans les documentations internes).
Le moteur 1.8 turbo développe alors 165 ch grâce à de légères modifications de sa gestion LE2-Jetronic (injection) et EZK (allumage).
Le moteur 3.0 V6 reçoit une gestion électronique intégrale Bosch ML4.1, et développe 192 ch toujours en version catalysée.
Gamme 1990 :
- 75 1.6 i.e. Europa 109 ch
- 75 1.8 i.e. Europa 122 ch
- 75 2.0 Twin Spark 148 ch
- 75 1.8 Turbo Quadrifoglio Verde 165 ch
- 75 3.0 V6 Quadrifoglio Verde cat. 192 ch
- 75 2.4 TD 112 ch

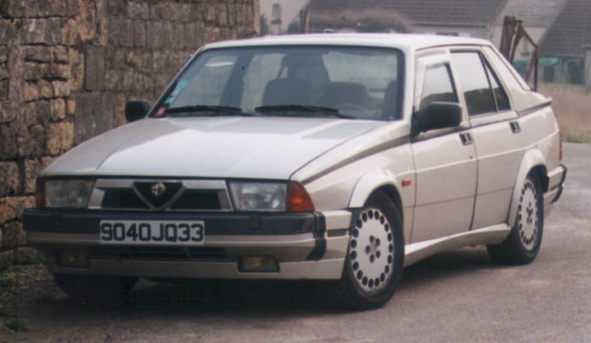
Alfa Romeo 75 V6 America

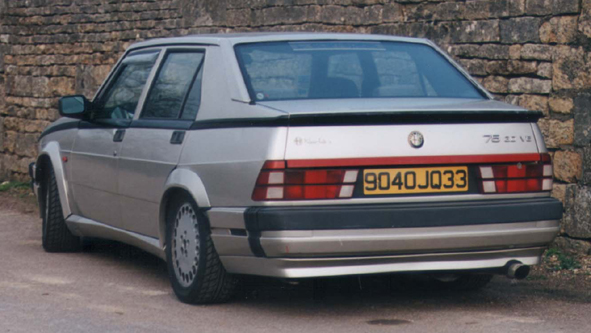
Alfa Romeo 75 V6 America

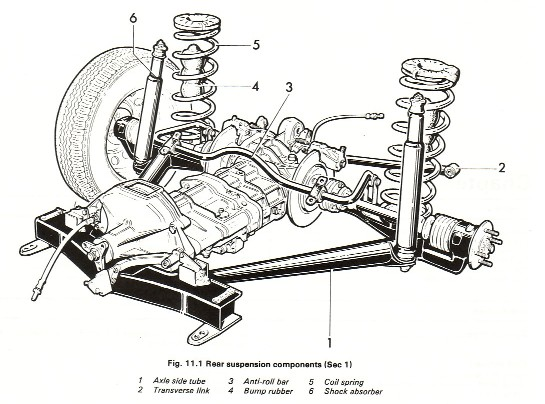
Transmission Transaxle

À partir de 1992, sur certains marchés les versions catalysées sont les seules disponibles. Pour les véhicules non catalysés, l'entrée en vigueur de la norme de dépollution Euro 1 autorise seulement à écouler les stocks déjà produits, jusqu'au 31 décembre.
Gamme 1992 :
- 75 1.6 i.e. 109 ch
- 75 1.8 i.e. 122 ch
- 75 2.0i Twin Spark 148 ch
- 75 Europa 1.6 i.e. cat. 107 ch
- 75 Europa 1.8 i.e. cat. 118 ch
- 75 Europa 2.0i Twin Spark cat. 146 ch
- 75 1.8 Turbo QV 165 ch
- 75 3.0 V6 QV cat. 192 ch
- 75 2.4 Turbo diesel 112 ch

En milieu d'année 1992, alors que la nouvelle Alfa Romeo 155 est déjà dévoilée au public, la gamme 75 est simplifiée et seulement les deux versions 75 1.6 i.e. cat. Europa et 75 2.4 TD restent au catalogue. La fabrication s'arrêtera en décembre 1992. A l'été 1993, la commercialisation de l'Alfa 75 cesse définitivement.
Quelques rares exemplaires d'Alfa 75 1.6 et 1.8 IE catalysés seront commercialisés jusqu'en 1993 sur certains marchés, comme l'Italie. Une frange de la clientèle puriste, les « alfistes » continuant à apprécier les modèles à propulsion par rapport à la traction adoptée sur la 155 ; d'autres invoquant la trop importante mainmise technologique Fiat dans ce nouveau modèle qui utilise une plate-forme commune avec les Fiat Tipo et Lancia Dedra, ainsi qu'un moteur diesel Fiat.

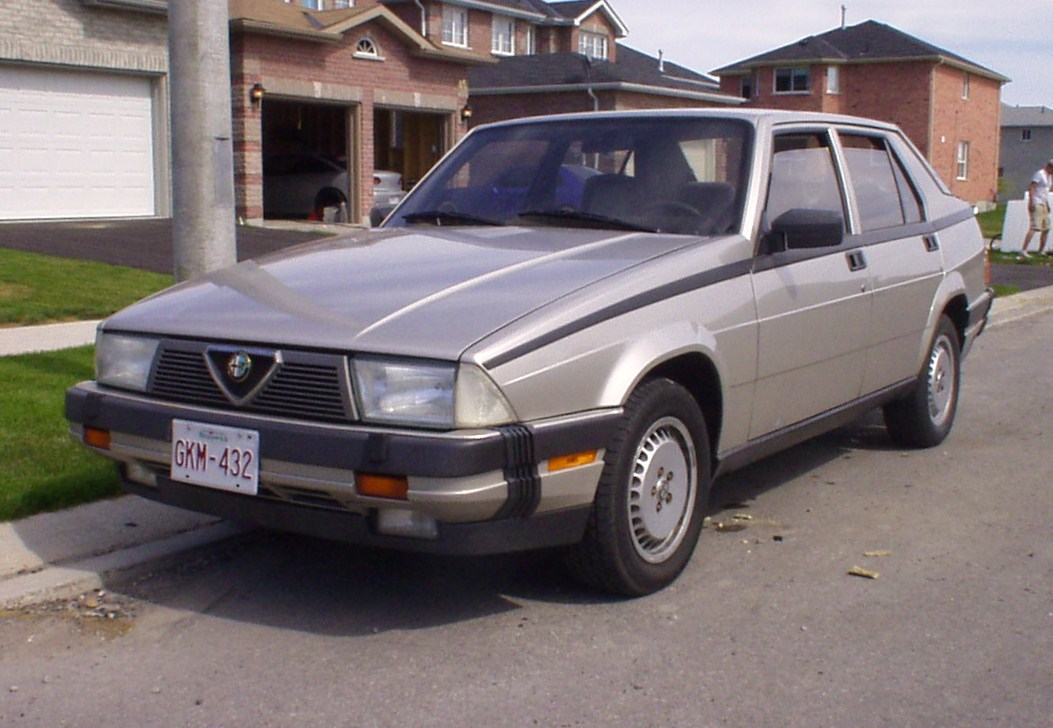
Alfa Romeo Milano

Aux États-Unis, la Milano V6 2.5 a été commercialisée de 1987 à 1989 et la Milano "Verde" V6 3.0 de 1988 à 1989.
Plusieurs prototypes de carrosserie break nommés "75 Sportwagon" ont été fabriqués mais cette version n'a jamais été développée en série.
La plateforme de l'Alfa 75 a été en grande partie réutilisée par le Centro Stile Fiat sous la direction de Robert Opron pour développer le coupé ES-30 en 1989.
Séries spéciales.
- 75 Diva (1987) : basée sur la 75 1.8 de première série. 100 exemplaires en version 1.6 et 100 exemplaires en version 1.8. Diverses options, un placage imitation bois sur la console centrale, un aileron arrière.
- 75 Scuderia (1990) : série numérotée à 450 exemplaires basée sur 75 1.8 i.e, célébrant les 60 ans de l'écurie de course Alfa Romeo fondée par Enzo Ferrari. Par superstition le numéro 13 n'existe pas, et le dernier exemplaire reçoit le numéro 451. Elle se caractérise par un kit carrosserie de Twin Spark, sauf les boucliers avant et arrière qui sont spécifiques, et des jantes spécifiques en alliage de 13 pouces, ainsi qu'une plaque numérotée apposée sur le tableau de bord.
- 75 Indy (1991) : aussi baptisée Imola sur certains marchés d'exportation, basée sur la 75 1.8 i.e. Elle se caractérise par un kit carrosserie de Twin Spark, des jantes spécifiques en alliage de 14 pouces et une sellerie en velours.
- 75 ASN (1991) : pour Allestimento Sportivo Numerata (Equipement sportif numéroté), proposée en deux versions : 75 1.8 Turbo QV et 75 2.0 TS. Elle se caractérise par une sellerie complète Recaro, des jantes spécifiques Speedline de 14 pouces, ainsi qu'une plaque numérotée apposée sur le tableau de bord. 1000 exemplaires en version Turbo et 3500 exemplaires en version TS.

## Chiffres de production de l'Alfa Romeo 75
| Version                  | Période          | Nombre d’ex. produits |
| ------------------------ | ---------------- | --------------------- |
| 1.6 & 1.6 ie             | 5/1985 - 12/1992 | 127 498               |
| 1.8 ; 1.8 ie & 1.8 Turbo | 5/1985 - 12/1991 | 102 542               |
| 2.0 & 2.0 Twin Spark     | 6/1985 - 12/1991 | 82 766                |
| 2.5 V6                   | 5/1985 - 8/1989  | 12 072                |
| 3.0 V6                   | 3/1987 - 12/1991 | 9 526                 |
| 2.0 TD                   | 5/1985 - 12/1992 | 46 267                |
| 2.4 TD                   | 9/1988 - 12/1991 | 6 096                 |
| TOTAL                    | 1985 - 1992      | 386 767               |

## Caractéristiques techniques
|                                                          | 1.6 | 1.8 | 2.0 | 1.8 Turbo | 2.0 Twin Spark | V6 2.5 | V6 3.0 | 2.0 TD | 2.4 TD |
| -------------------------------------------------------- | --- | --- | --- | --- | --- | --- | --- | --- | --- |
| Type carrosserie                                         | Berline classique 4 portes avec coffre séparé (500 litres), 5 places | Berline classique 4 portes avec coffre séparé (500 litres), 5 places | Berline classique 4 portes avec coffre séparé (500 litres), 5 places | Berline classique 4 portes avec coffre séparé (500 litres), 5 places | Berline classique 4 portes avec coffre séparé (500 litres), 5 places | Berline classique 4 portes avec coffre séparé (500 litres), 5 places | Berline classique 4 portes avec coffre séparé (500 litres), 5 places | Berline classique 4 portes avec coffre séparé (500 litres), 5 places | Berline classique 4 portes avec coffre séparé (500 litres), 5 places |
| Dimensions (cm) Longueur × largeur × hauteur empattement | Europa : 433 × 163 × 140 - Evo : 436 × 166 × 140 America, QV, Milano : 442 × 166 × 140 empattement : 251 | Europa : 433 × 163 × 140 - Evo : 436 × 166 × 140 America, QV, Milano : 442 × 166 × 140 empattement : 251 | Europa : 433 × 163 × 140 - Evo : 436 × 166 × 140 America, QV, Milano : 442 × 166 × 140 empattement : 251 | Europa : 433 × 163 × 140 - Evo : 436 × 166 × 140 America, QV, Milano : 442 × 166 × 140 empattement : 251 | Europa : 433 × 163 × 140 - Evo : 436 × 166 × 140 America, QV, Milano : 442 × 166 × 140 empattement : 251 | Europa : 433 × 163 × 140 - Evo : 436 × 166 × 140 America, QV, Milano : 442 × 166 × 140 empattement : 251 | 442 × 166 × 140 empattement : 251 | 433 × 163 × 140 empattement : 251 | 433 × 163 × 140 empattement : 251 |
| Poids (kg) [+ 10 kg avec catalyseur]                     | 1 090 | 1 100 | 1 070 | 1 130 (America & QV : 1 240) | 1 160 (2.5 Milano : 1 225) | 1 160 (2.5 Milano : 1 225) | 1 300 (3.0 Milano : 1 320) | 1 220 | 1 260 |
| Suspension AV                                            | Doubles triangles superposés, barres de torsion longitudinales, barre antiroulis, amortisseurs hydrauliques télescopiques                                                                                      | Doubles triangles superposés, barres de torsion longitudinales, barre antiroulis, amortisseurs hydrauliques télescopiques                                                                                      | Doubles triangles superposés, barres de torsion longitudinales, barre antiroulis, amortisseurs hydrauliques télescopiques                                                                                      | Doubles triangles superposés, barres de torsion longitudinales, barre antiroulis, amortisseurs hydrauliques télescopiques                                                                                      | Doubles triangles superposés, barres de torsion longitudinales, barre antiroulis, amortisseurs hydrauliques télescopiques                                                                                      | Doubles triangles superposés, barres de torsion longitudinales, barre antiroulis, amortisseurs hydrauliques télescopiques                                                                                      | Doubles triangles superposés, barres de torsion longitudinales, barre antiroulis, amortisseurs hydrauliques télescopiques                                                                                      | Doubles triangles superposés, barres de torsion longitudinales, barre antiroulis, amortisseurs hydrauliques télescopiques                                                                                      | Doubles triangles superposés, barres de torsion longitudinales, barre antiroulis, amortisseurs hydrauliques télescopiques                                                                                      |
| Suspension AR                                            | Pont "De Dion", parallélogramme de Watt, barre antiroulis, amortisseurs hydrauliques télescopiques | Pont "De Dion", parallélogramme de Watt, barre antiroulis, amortisseurs hydrauliques télescopiques | Pont "De Dion", parallélogramme de Watt, barre antiroulis, amortisseurs hydrauliques télescopiques | Pont "De Dion", parallélogramme de Watt, barre antiroulis, amortisseurs hydrauliques télescopiques | Pont "De Dion", parallélogramme de Watt, barre antiroulis, amortisseurs hydrauliques télescopiques | Pont "De Dion", parallélogramme de Watt, barre antiroulis, amortisseurs hydrauliques télescopiques | Pont "De Dion", parallélogramme de Watt, barre antiroulis, amortisseurs hydrauliques télescopiques | Pont "De Dion", parallélogramme de Watt, barre antiroulis, amortisseurs hydrauliques télescopiques | Pont "De Dion", parallélogramme de Watt, barre antiroulis, amortisseurs hydrauliques télescopiques |
| Système de freinage                                      | 4 disques (accolés au différentiel à l'arrière) - Double circuit en "H" avec servofrein et limiteur de pression pour l'essieu AR Système d'antiblocage "ABS" Teves MkII en option sur 2.0 Twin Spark et 3.0 V6 | 4 disques (accolés au différentiel à l'arrière) - Double circuit en "H" avec servofrein et limiteur de pression pour l'essieu AR Système d'antiblocage "ABS" Teves MkII en option sur 2.0 Twin Spark et 3.0 V6 | 4 disques (accolés au différentiel à l'arrière) - Double circuit en "H" avec servofrein et limiteur de pression pour l'essieu AR Système d'antiblocage "ABS" Teves MkII en option sur 2.0 Twin Spark et 3.0 V6 | 4 disques (accolés au différentiel à l'arrière) - Double circuit en "H" avec servofrein et limiteur de pression pour l'essieu AR Système d'antiblocage "ABS" Teves MkII en option sur 2.0 Twin Spark et 3.0 V6 | 4 disques (accolés au différentiel à l'arrière) - Double circuit en "H" avec servofrein et limiteur de pression pour l'essieu AR Système d'antiblocage "ABS" Teves MkII en option sur 2.0 Twin Spark et 3.0 V6 | 4 disques (accolés au différentiel à l'arrière) - Double circuit en "H" avec servofrein et limiteur de pression pour l'essieu AR Système d'antiblocage "ABS" Teves MkII en option sur 2.0 Twin Spark et 3.0 V6 | 4 disques (accolés au différentiel à l'arrière) - Double circuit en "H" avec servofrein et limiteur de pression pour l'essieu AR Système d'antiblocage "ABS" Teves MkII en option sur 2.0 Twin Spark et 3.0 V6 | 4 disques (accolés au différentiel à l'arrière) - Double circuit en "H" avec servofrein et limiteur de pression pour l'essieu AR Système d'antiblocage "ABS" Teves MkII en option sur 2.0 Twin Spark et 3.0 V6 | 4 disques (accolés au différentiel à l'arrière) - Double circuit en "H" avec servofrein et limiteur de pression pour l'essieu AR Système d'antiblocage "ABS" Teves MkII en option sur 2.0 Twin Spark et 3.0 V6 |
| Freins AV                                                | disques pleins, étriers 2 pistons | disques pleins, étriers 2 pistons | disques pleins, étriers 2 pistons | disques ventilés, étriers 2 pistons | disques ventilés, étriers 2 pistons | disques ventilés, étriers 2 pistons | disques ventilés, étriers 2 pistons | disques pleins, étriers 2 pistons | disques pleins, étriers 2 pistons |
| Direction                                                | A crémaillère (assistance hydraulique en option sur certaines versions) | A crémaillère (assistance hydraulique en option sur certaines versions) | A crémaillère (assistance hydraulique en option sur certaines versions) | A crémaillère (assistance hydraulique en option sur certaines versions) | A crémaillère (assistance hydraulique en option sur certaines versions) | A crémaillère (assistance hydraulique en option sur certaines versions) | A crémaillère (assistance hydraulique en option sur certaines versions) | A crémaillère (assistance hydraulique en option sur certaines versions) | A crémaillère (assistance hydraulique en option sur certaines versions) |
| Moteurs                                                  | Essence - 4 cylindres en ligne | Essence - 4 cylindres en ligne | Essence - 4 cylindres en ligne | Essence - 4 cylindres en ligne | Essence - 4 cylindres en ligne | Essence - 6 cylindres en V | Essence - 6 cylindres en V | Diesel - 4 cylindres en ligne | Diesel - 4 cylindres en ligne |
| Distribution                                             | 2 arbres à cames en tête entraînés par chaîne - 2 soupapes par cylindre variateur de phase sur versions IE & Twin Spark                                                                                        | 2 arbres à cames en tête entraînés par chaîne - 2 soupapes par cylindre variateur de phase sur versions IE & Twin Spark                                                                                        | 2 arbres à cames en tête entraînés par chaîne - 2 soupapes par cylindre variateur de phase sur versions IE & Twin Spark                                                                                        | 2 arbres à cames en tête entraînés par chaîne - 2 soupapes par cylindre variateur de phase sur versions IE & Twin Spark                                                                                        | 2 arbres à cames en tête entraînés par chaîne - 2 soupapes par cylindre variateur de phase sur versions IE & Twin Spark                                                                                        | 1 arbre à cames en tête par rangée de cylindres entraîné par courroie - 2 soupapes par cylindre | 1 arbre à cames en tête par rangée de cylindres entraîné par courroie - 2 soupapes par cylindre | 1 arbre à cames latéral entraîné par pignons - 2 soupapes par cylindre | 1 arbre à cames latéral entraîné par pignons - 2 soupapes par cylindre |
| Type moteur                                              | AR06100 | AR06202 | AR06212 | AR06134 (Evo:AR06158) | AR06224 | AR01646 | AR06124 (QV: AR61503) | VM80A | VM81A |
| Cylindrée (cm3) Alésage × course                         | 1 570 78 × 82 | 1 779 80 × 88,5 | 1 962 84 × 88,5 | 1 779 80 × 88,5 (Evo: 1762 79,6 x 88,5) | 1 962 84 × 88,5 | 2 492 88 × 68,3 | 2 959 93 × 72,6 | 1 995 88 × 82 | 2 393 92 × 90 |
| Alimentation                                             | 2 carburateurs double corps IE : injection électronique multipoint | 2 carburateurs double corps IE : injection électronique multipoint | 2 carburateurs double corps IE : injection électronique multipoint | Injection électronique multipoint et turbocompresseur | Injection électronique multipoint | Injection électronique multipoint | Injection électronique multipoint | Injection indirecte, turbocompresseur et intercooler | Injection indirecte, turbocompresseur et intercooler |
| Puissance maxi (Ch DIN à tr/min)                         | 110 à 5 800 | 120 à 5 300 | 128 à 5 400 | 155 à 5 800 (QV: 165 à 5 800) | 148 à 5 800 | 156 à 5 500 | 188 à 5 800 (QV: 192 à 5 800) | 95 à 4 300 | 112 à 4 200 |
| Couple maxi (N m à tr/min)                               | 146 à 3 800 | 167 à 4 000 | 180 à 4 000 | 226 à 2 600 | 186 à 4 000 | 210 à 3 200 | 245 à 3 000 (QV: 250 à 4 500) | 192 à 2 300 | 235 à 2 400 |
| Vitesse maxi (km/h)                                      | 180 | 190 | 195 | 210 (QV: 212) | 205 | 210 | 220 (QV: 222) | 175 | 185 |
| Accélération 0-100 km/h (s)                              | 10,8 | 10,4 | 8,9 | 7,6 | 8,2 | 8,2 | 7,3 | 12,4 | 11,7 |
| Pneumatiques                                             | 185/70 HR 13 | 185/70 HR 13 | 185/65 HR 14 | 195/60 VR 14 ou 195/55 VR 15 | 195/60 VR 14 | 195/60 VR 14 ou 195/55 VR 15 | 195/60 VR 14 ou 195/55 VR 15 | 185/70 TR 13 | 195/60 VR 14 |

## En compétition

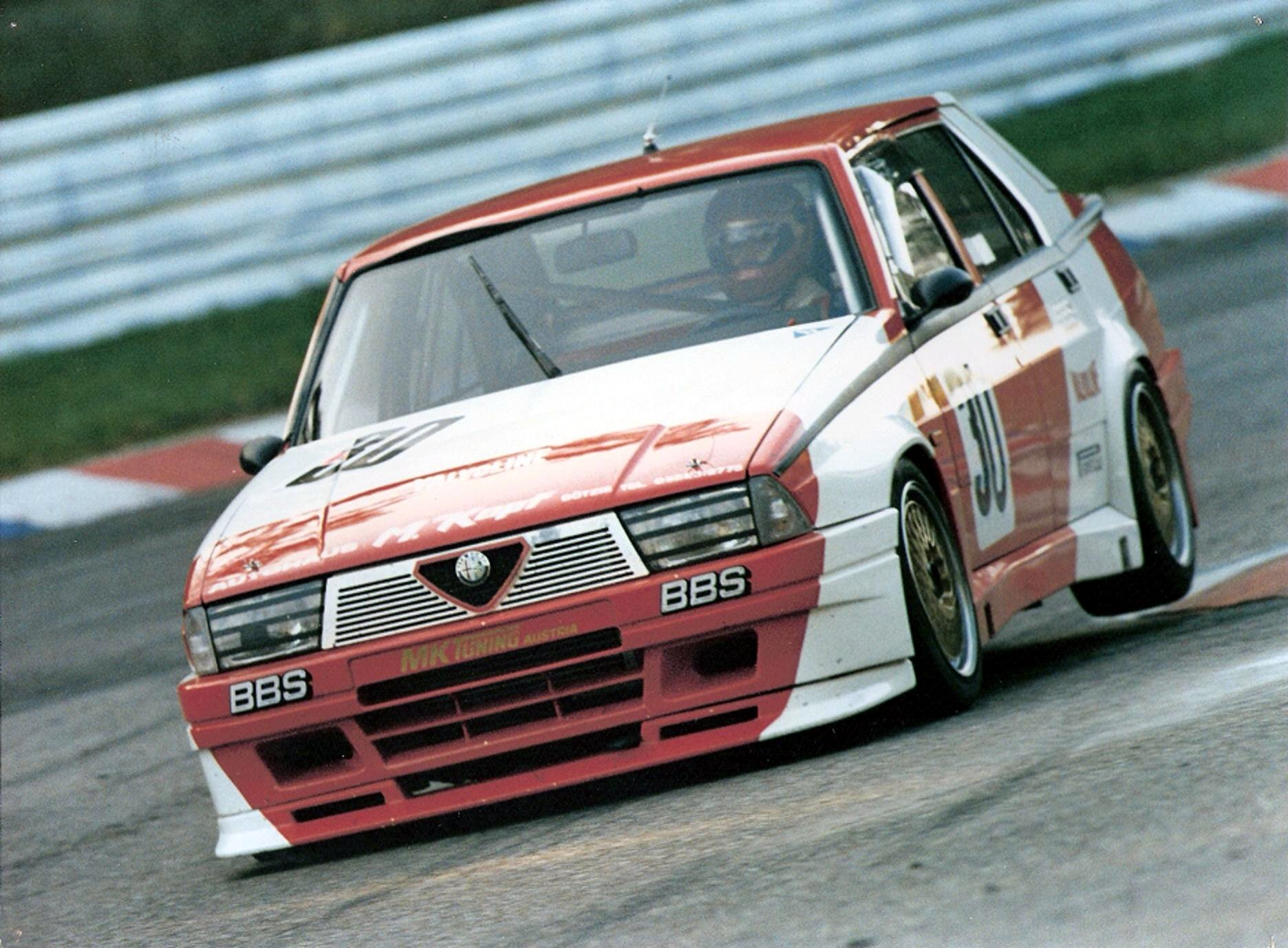
Alfa Romeo 75 Turbo Gr A

Alfa Romeo et son département course Alfa Corse ont engagé la 75 Turbo Groupe A au World Touring Car Championship (Championnat du monde des voitures de tourisme ou WTCC) à partir de 1987. Au volant on trouvait des pilotes tels que Nicola Larini, Gabriele Tarquini, Alessandro Nannini, Jacques Laffite et Mario Andretti. Mais ce sera un échec, la saison entière sera lamentable et Alfa Romeo abandonnera le championnat de cette année avant même de commencer les courses prévues à l'étranger.
Gianfranco Brancatelli remporta le championnat italien de voitures de tourisme en 1988 avec l'Alfa 75 et Giorgio Francia décrochera la seconde place en 1991. Le 9e Giro d'Italia en 1988 fut gagné par le team de Miki Biasion, Tiziano Siviero et Riccardo Patrese avec une 75 Turbo Evoluzione préparée par IMSA.